# Río Viaur
El río Viaur es un río de Francia, el principal afluente del río Aveyron, en el que desemboca, por la izquierda, en Laguépie (Tarn y Garona), a 150m s. n. m. Nace a 1.090 m s. n. m., en el Puech del Pal, en el macizo Central, en el departamento de Aveyron. Su longitud es de 166 km y drena una cuenca de 1.530 km².
Recorre los departamentos de Aveyron y Tarn, formando parte de su límite. Sólo su desembocadura está en Tarn y Garona. Su territorio no contiene grandes ciudades, la población de su cuenca es de unos 45.000 habitantes. La mayor parte de su curso se desarrolla en valles encajados. Destaca el viaducto, cerca de Tanus, construido a inicios del siglo XX.